# Typ 97 Chi-Ha
Der Typ 97 Chi-Ha (jap. 九七式中戦車 チハ, Kyūnana-shiki chūsensha Chi-Ha, dt. „Typ 97 Mittlerer Panzer Chi-Ha“) war ein japanischer mittlerer Panzer, der 1937 offiziell eingeführt wurde (Kōki 2597, daher die Typbezeichnung) und von 1939 bis 1945 von den Kaiserlich Japanischen Streitkräften eingesetzt wurde.

## Beschreibung
Die Entwicklung des Panzers wurde Mitte der 1930er-Jahre vom japanischen Heer in Auftrag gegeben. Mitsubishi und das Heeresarsenal Osaka erhielten jeweils den Auftrag, einen Prototyp nach unterschiedlichen Vorgaben zu bauen. Nach den Tests fiel die Wahl aus Kostengründen zuerst auf den mittleren Panzer Typ 97 Chi-Ni mit geringerer Leistungsfähigkeit und nur drei Mann Besatzung. Nach dem Kriegsbeginn mit China änderte die Heeresführung ihre Entscheidung und gab den Zuschlag für den von Mitsubishi entwickelten Typ.
Die Massenproduktion des Chi-Ha lief nur sehr schleppend an und erreichte vergleichsweise niedrige Produktionszahlen. Er war jedoch mit seiner Variante Typ 97 Shinhoto Chi-Ha der nach dem Typ 95 Ha-Go am zweitmeisten produzierte japanische Panzer, von dem bis 1944 etwa 2.200 Fahrzeuge gefertigt wurden. Die Besatzung des Panzers bestand aus vier Mann: dem Kommandanten, dem Richtschützen, dem Bugschützen/Funker und dem Fahrer.
Der Chi-Ha war mit einer kurzrohrigen 57-mm-Kanone und zwei schweren Bordmaschinengewehren Typ 97 zur Infanteriebekämpfung bewaffnet. Ein MG war im Bug montiert, das andere in einem Erker im Turmheck. Sein für die Alliierten unerwarteter Einsatz zur Infanterieunterstützung im Dschungel trug 1941/42 maßgeblich zur raschen Eroberung der Malaiischen Halbinsel bei. Im Kampf gegen Panzer war er jedoch ab 1944 seinen Hauptgegnern im pazifischen Kriegsgebiet – besonders dem M24 Chaffee – hoffnungslos unterlegen.
Die Katakana-Kurzbezeichnung Chi-Ha setzt sich zusammen aus chi (チ) als Abkürzung für chūsensha (中戦車, in Kana チュウセンシャ) und ha aus dem Iroha-Ordnungsschema; es war also der dritte mittlere Panzer nach dem I und dem Ro (Typ 89A/B), auch wenn letztere hauptsächlich unter der Nummerierung nach chinesischen Himmelsstämmen als kō- und otsu- bekannt sind.
| Herstellungszahlen des Typ 97 Chi-Ha |      |      |      |      |      |           |
| Jahr                                 | 1938 | 1939 | 1940 | 1941 | 1942 | Insgesamt |
| Stückzahl                            | 110  | 202  | 315  | 507  | 028  | 1162      |

## Varianten
Es stellte sich heraus, dass die 57-mm-Kurzrohrkanone den Anforderungen des Panzerkampfes nicht gewachsen war. So war der ursprüngliche Typ 97 in seiner Rolle als Infanterieunterstützungsfahrzeug erfolgreich, aber bereits bei den Grenzkonflikten mit der Sowjetunion 1939 in der Mandschurei offenbarten sich die Mängel vor allem des Geschützes. Nach den gemachten Erfahrungen begann man schließlich, die Kanone durch eine lange 47-mm-Panzerabwehrkanone zu ersetzen, die eine deutlich höhere Durchschlagsleistung hatte. Des Weiteren musste der Turm verändert werden; zur Aufnahme des längeren Geschützes musste er vergrößert werden. Die allgemeine Form blieb erhalten. Die Panzerung wurde beibehalten. Dieses Fahrzeug wurde ab 1942 als Typ 97 Shinhōtō Chi-Ha in Dienst gestellt.
Das gute Fahrgestell des Fahrzeugs erlaubte eine Reihe weiterer Varianten. Etwa 300 Fahrgestelle und Wannen wurden produziert, um Sonderfahrzeuge – darunter Berge- und Brückenlegepanzer – sowie Selbstfahrlafetten mit Geschützkalibern bis 15 cm zu fertigen. Diese Fahrzeuge wurden nur in Kleinstserien produziert und spiegeln eine Praxis wider, derer sich die japanische Armee oft bediente. Gerade bei den Selbstfahrlafetten wurden Beutegeschütze auf das Fahrwerk montiert. Problematisch bei dieser Praxis war die Nachführung von geeigneter Munition, die ebenfalls erbeutet werden musste. Auch die Verwendung nicht mehr feldtauglicher Geschütze war Praxis. So konnte es sein, dass die Selbstfahrlafetten einer Batterie jeweils unterschiedliche Geschütze montiert hatten.

## Technische Daten
- Gewicht: 15,6 t
- Länge / Breite / Höhe: 5,52 m / 2,33 m / 2,38 m
- Überschreitfähigkeit: 2,5 m
- Watfähigkeit: 1 m
- Kletterfähigkeit: 91 cm
- Antrieb: Mitsubishi SA12200VD, luftgekühlter V-12-Dieselmotor mit 125 kW (170 PS) bei 2000/min und 21,7 Liter Hubraum.
- Geschwindigkeit (Straße): 38 km/h
- Fahrbereich: 210 km
- Bewaffnung:
  - 1 × 57-mm-Kanone Typ 97 L/18,4 mit 114 Schuss
  - 2 × 7,7-mm-MG Typ 97 mit 2575 Schuss
- Panzerung:
  - Fahrgestell:
    - Front: 25 mm / 42°
    - Seiten: 25 mm / 90°
    - Heck: 20 mm / 65°
    - Boden/Motorabdeckung: 10 mm / 0°

  - Aufbau:
    - Front: 25 mm / 78°
    - Seiten: 25 mm / 55°
    - Heck: 20 mm / 25°

  - Turm:
    - Front 25 mm / 79°
    - Seite/Heck: 25 mm / 75/78°
    - Decke: 10 mm / 0°
- Besatzung: 4